# Criniera selvaggia
Criniera selvaggia (Black Beauty) è un film del 1971 diretto da James Hill.
Il soggetto è tratto dal romanzo Black Beauty di Anna Sewell.